# 銳實力
銳實力（sharp power），是一個國家透過操縱性外交政策，企圖影響及控制另一國家政治制度的行為。銳實力包括一個國家試圖操縱及管理另一個國家新聞媒體以及教育系統中的資訊，目的是在分化或是誤導目標國家的公眾意見，遮蓋或是轉移大眾對該國家負面資訊的注意力。
銳實力和软实力不同，软实力是具有吸引力的政策，投射出對這個國家正面的形象，讓目標國家願意對此國家有更多的瞭解，最終是希望透過勸說來影響目標國家的政策。软实力政策包括交換學生以及贊助文化以及體育活動。銳實力也和硬實力不同，硬實力是一國家強制要求目標國家改變其決策。硬實力包括战争、經濟制裁及外交威胁。  

## 歷史
銳實力（sharp power）一詞，是在2017年11月由美国国家民主基金会所創，在《外交》雜誌中的一篇文章中提到，是描述威權政府採用的侵略性和颠覆性外交政策，目的是將其權力投射到在另一個民主國家，而這個政策不在软实力及硬實力的範圍內。 2017年12月，美国国家民主基金会總結發表《銳實力報告：崛起中的威權影響力》，描述中俄等國如何滲透操作目標國的媒體、學術界、政壇與文化。 美国国家民主基金会特別提到俄羅贊助的RT电视台以及中國贊助的孔子学院都是銳實力的例子。在「銳實力」理論下，威權國家不一定要如同软实力的目標「赢得（另一國的）心灵和思想」，不過一定會扭曲其那一國所接觸到的資訊，來操控其目標受眾。
2017年同年，美國參議員馬可·魯比歐就中國輸出威權主義召開公聽會。
《經濟學人》一篇文章認為能透過自我揭露應對中國對西方民主國家的銳實力。
自2018年起，「銳實力」一詞已普遍用在新聞報導、學術討論以及国会听证会中，甚至中國共產黨的代表也使用了这个词，反駁西方國家聲稱中國使用銳實力的行為。
2018年，史汀生中心就中國利用銳實力影響美國政治及中美關係展開學術討論。

### 註腳
1. ↑  The Heritage Foundation. . 2018-06-06  [2018-12-02]. （原始内容存档于2019-07-01）.
2. ↑  Christopher Walker and Jessica Ludwig. . Foreign Affairs. Nov 16, 2017  [2018-12-02]. （原始内容存档于2019-06-10）.
3. ↑  National Endowment for Democracy. .   [2017-12-08]. （原始内容存档于2019-07-01）.
4. ↑  洪子傑; 陳穎萱. .  (PDF). 防安全研究院. 2018  [2023-10-19]. （原始内容存档 (PDF)于2023-12-01）.
5. ↑  "Rubio Chairs China Commission Hearing on Beijing's Exporting of Authoritarianism." （页面存档备份，存于） Marco Rubio (December 13, 2017).
6. ↑  . The Economist. 2017-12-14  [2018-12-02]. ISSN 0013-0613. （原始内容存档于2021-04-18）.
7. ↑  . 自由時報. 2018-05-27  [2018-12-02]. （原始内容存档于2018-08-28） （中文（臺灣））.
8. ↑  . China Global Television Network. Mar 2, 2018  [2018-12-02]. （原始内容存档于2019-07-01）.
9. ↑  中国人民政治协商会议發言人提出西方國家指控中國使用「銳實力」。中国环球电视网（2018年3月2日）  https://www.youtube.com/watch?v=NLe5ZF6qeX8 （页面存档备份，存于）
10. ↑  The Stimson Center. . 2018-05-31  [2018-12-02]. （原始内容存档于2019-07-01）.

### 文獻
- Hamilton, Clive; Joske, Alex. . Hardie Grant. 2018. ISBN 1743794800.
- Bowe, Alexander.  (PDF). US China Economic and Security Review Commission. 2018  [2023-10-19]. （原始内容存档 (PDF)于2018-09-09）.
- 郭盛哲.  (PDF). 復興崗學報. 2018-06, (112): 29-48.